# 鹤岗南山煤矿抢劫案
鹤岗南山煤矿抢劫案，也称1995年鹤岗1.28大案，是1995年1月28日在中华人民共和国黑龙江省鹤岗市南山矿发生的一起枪杀11人的恶性抢劫案件。事件中，10名防守警察死亡，一名劫匪被同伴打死。
鹤岗的南山煤矿是一个老矿，工人工资拖欠很严重。不过到了年底，退休工人的工资必须发放，这关系到社会稳定问题。退休工人都指望退休金过个好年，每到年底矿上发放退休金是一个不小的数目，四个人就盯上了这笔巨款。田源在抢劫中受到重伤，田宇将重伤的田源打死。劫匪使用霰彈槍、炸药包爆破金库，而防守的经濟警察則使用衝鋒槍保卫了金库最后的大门。

## 审判
1995年3月2日，鹤岗市中级人民法院开庭公开审理了孙海波，闫文宇，田源，田宇抢劫杀人案，最终经审理认定，自1990年12月19日到1995年1月28日之间，四人作案7起，杀害15人。
1995年3月11日上午，黑龙江省高级人民法院终审判决孙海波、闫文宇和田宇死刑并立即执行。

## 相關
- 2024年中國大陸電視劇《我是刑警》第1-6集的案件即以本案為原型。